# Eupithecia marasa
Eupitecia marasa es una especie de polilla de la familia Geometridae. La especie fue descrita por primera vez por Eugen Wehrli en 1934 y se puede encontrar en Turquía. Los sintipos de esta especie fueron descritas en los Montes Tauro a nivel de Kahramanmaraş, a una altitud ente
600 a 900 metros (1968,5 a 2952,8 pies) sobre el nivel del mar.